# Rue d'Uzès
La rue d'Uzès est une voie du 2e arrondissement de Paris, en France.

## Situation et accès
La rue d'Uzès est une voie publique située dans le 2e arrondissement de Paris. Elle débute au 11, rue Saint-Fiacre et se termine au 170, rue Montmartre.
Le quartier est desservi par les lignes 8 et 9 à la station Grands Boulevards.

## Origine du nom

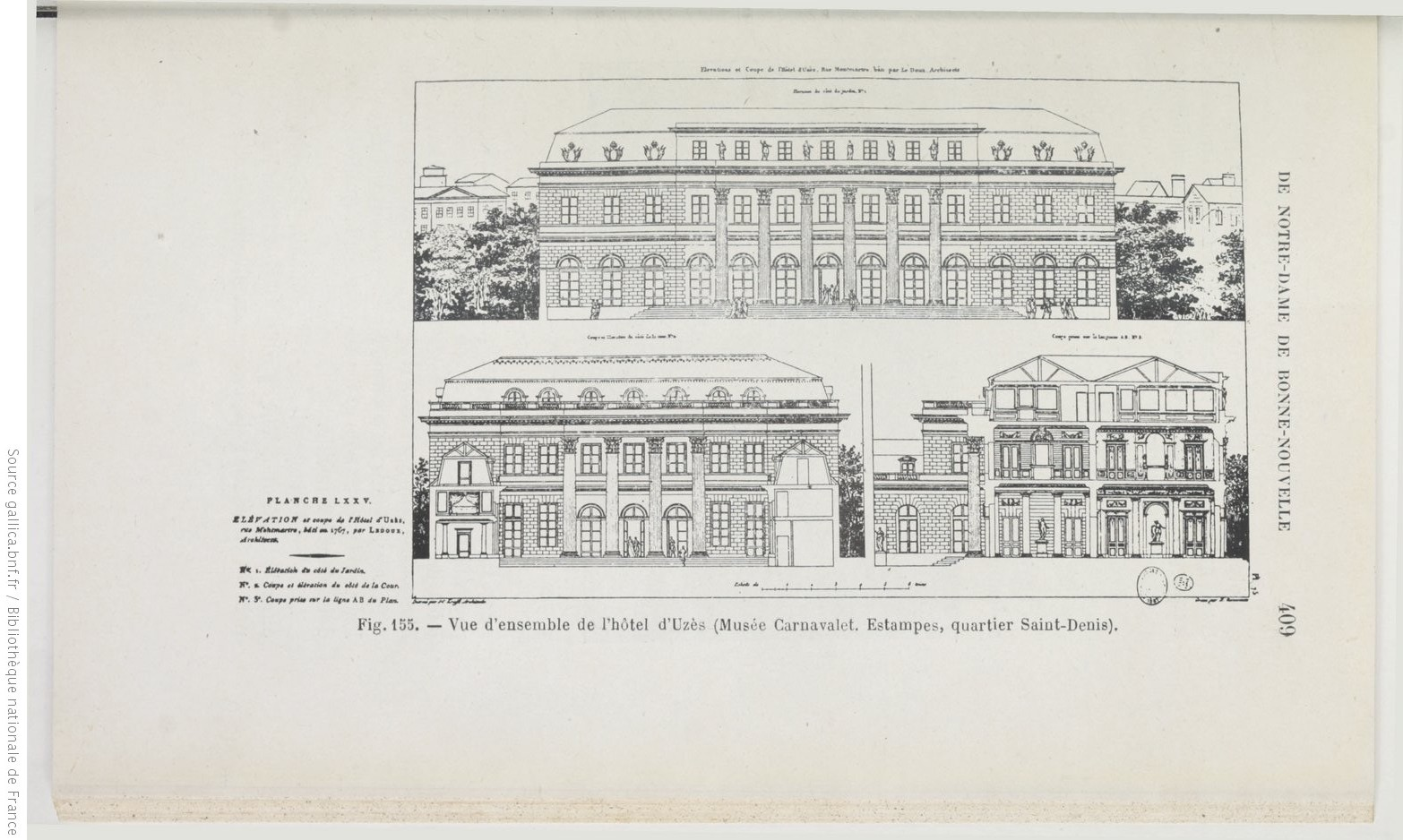
Vue d'ensemble de l'hôtel d'Uzès, bâti en 1767 par Ledoux, rue Montmartre (Paris).

Elle porte le nom de l'hôtel d'Uzès à l'emplacement duquel elle a été ouverte.

## Historique

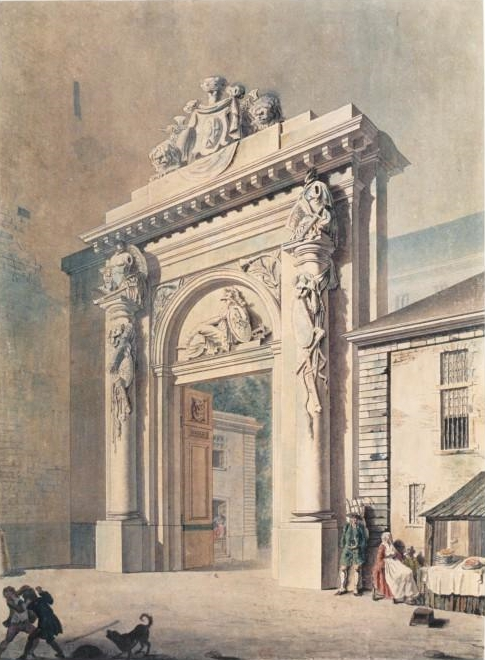
Portail de l'hôtel d'Uzès.

Ouverte en 1870 sur l'emplacement de l'hôtel d'Uzès, qui précédemment, en 1739, était l'hôtel du marquis de l'Hôpital, et des Grands Magasins de la Ville de Paris qui disparurent avant la guerre franco-allemande, elle s'est appelée « rue Delessert », en référence à Benjamin Delessert, dernier propriétaire de l'hôtel d'Uzès, avant de prendre en 1872 son nom actuel.

## Bâtiments remarquables et lieux de mémoire

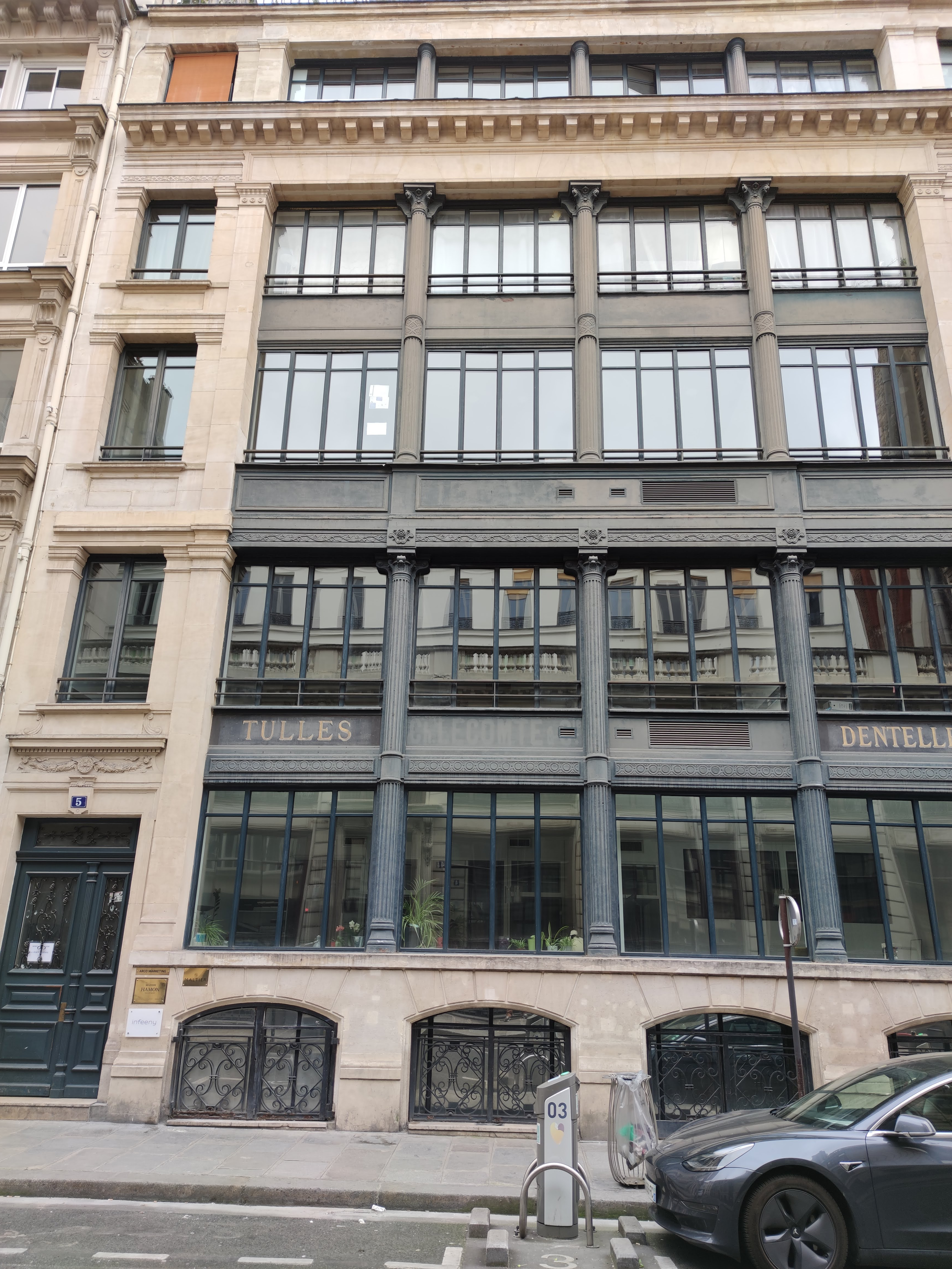
No 5.

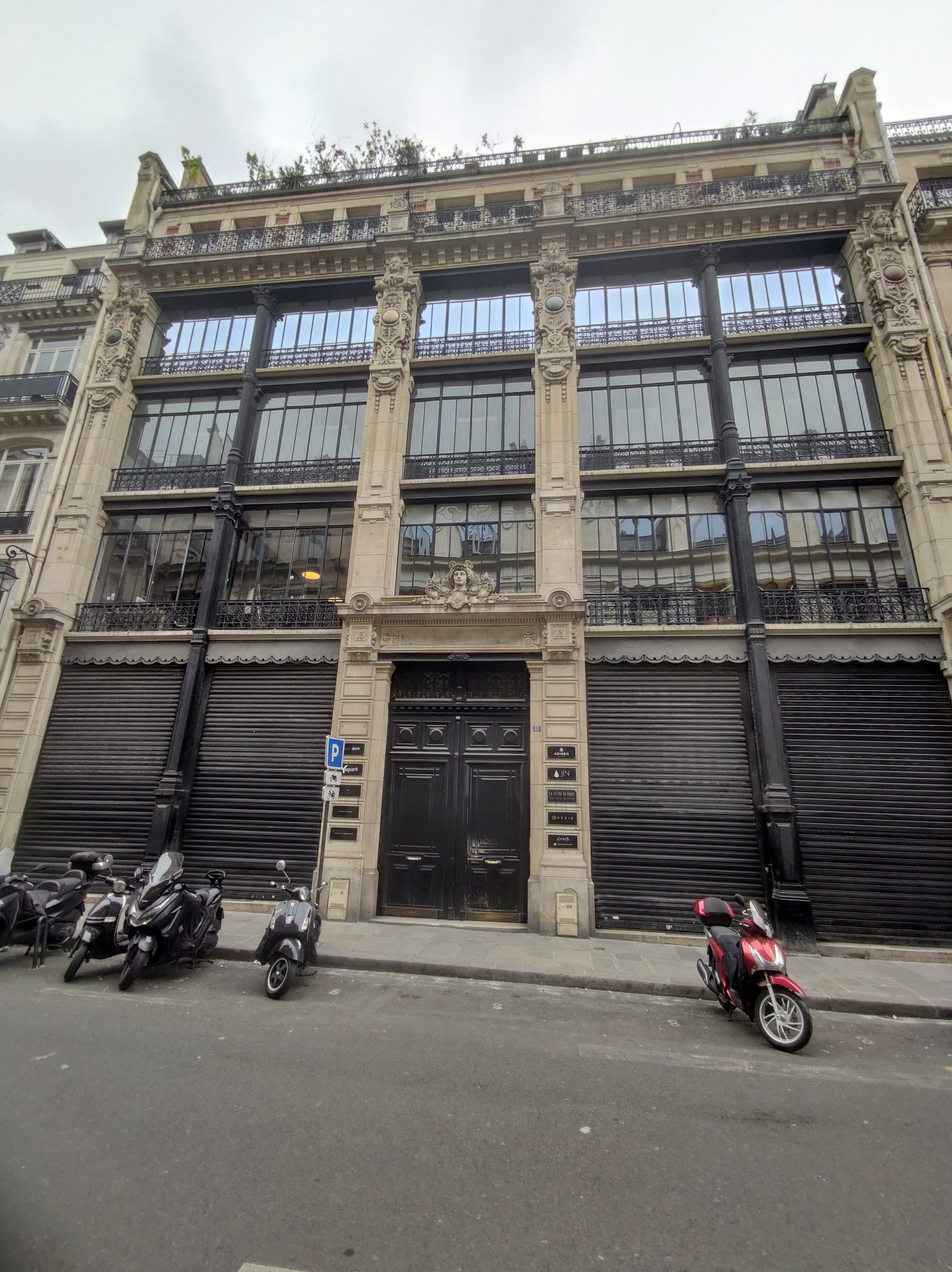
No 13.

La rue se trouve sur le terrain de l'ancien hôtel d'Uzès, construit au début du XVIIIe siècle et transformé entre 1767 et 1769 par Claude-Nicolas Ledoux pour François Emmanuel de Crussol, duc d'Uzès. L'entrée de l'hôtel était située au numéro 172, rue Montmartre. L'hôtel fut acheté en 1824 par Benjamin Delessert, puis démoli en 1870. Des immeubles industriels furent construits sur les terres de l'ancien hôtel en un espace de dix ans seulement, ce qui explique la grande homogénéité de style qu'on trouve aujourd'hui dans cette rue.
- No 5 : immeuble Lecomte conçu par l’architecte Edmond Guillaume en 1878[3], dont deux étages sont rénovés en 2004 par Marc Mimram[4].
- No 8 : le 4 juin 2003, l’immeuble est soufflé par une explosion due au gaz[5].
- No 13 : immeuble de 1887, édifié par l’architecte Étienne Soty, abritant à l’origine des ateliers de confection. En 1991, l’immeuble, où se trouvent alors les bureaux de la Direction générale des impôts, est l’objet d’un attentat à l’explosif dans la nuit du dimanche 3 février[6].

## Pour approfondir